# Bosanka (rivière)
Bosanka (en bosnien : les femmes de Bosnie) est un affluent droit de la Vrbanja rivière. Il se lève sur les versants sud de la montagne Uzlomac (environ 800 m d'altitude) dans quatre cours d'eau,,.
Les sources se situent entre Rapno Brdo (nord) et Matrakova Kosa (sud). La longueur est d'environ 6 km. Circulant à travers Petrovići, et sa bouche entre les villages de Dabovci et Dudići. La bouche est en aval de Vrbanjci, le long de l'autoroute M-4 (Banja Luka – Doboj). La longue histoire du nom était Plitka rika et un village à proximité, à cet égard - Plitska (aujourd'hui Vrbanjci).
Le seul affluent important (gauche) de Bosanka est Vodalka.
Sur les pentes d'un des sommets sud de Uzlomac (environ 800 m) séparant les confluences de Vrbanja et Velika Usora. Sur le côté est de Vodalka se trouvent des flux d'eau de Zmajevac, Pirizevac et Breska, et à l'ouest: Jelovac, Pušića potok, Svinjara et Jošavka.
Au cours de la Guerre en Bosnie, les habitants de la confluence de Bosanka ont été expulsés et assassinés. Cela est particulièrement vrai dans le village de Vrbanjci, Večići, Hrvaćani, Garići et Rujevica.